# James F. Drake
James F. Drake (* 26. Juni 1947 Pasadena, Kalifornien) ist ein US-amerikanischer Physiker, der sich mit Plasmaphysik beschäftigt.
Drake studierte an der University of California, Los Angeles (UCLA), wo er 1969 seinen Bachelor-Abschluss und 1972 seinen Master-Abschluss machte sowie 1975 promoviert wurde. 1977 ging er an die University of Maryland, wo er seit 1987 Professor ist.
Er beschäftigte sich mit Laser-Plasma-Wechselwirkung und Plasma-Turbulenzen. Bekannt ist er für die Erklärung der Mechanismen der schnellen Rekonnexion von Magnetfeldlinien und dadurch verursachte Teilchenbeschleunigungen in astrophysikalischen Plasmen (zum Beispiel auf der Sonne). In Computersimulationen mit Amitava Bhattacharjee und Michael Hesse (NASA) konnte er die explosive Natur der Dynamik der Magnetfelder zum Beispiel bei der Entstehung von Ausbrüchen der Sonne (Solar Flares) demonstrieren.
2010 erhielt er den James-Clerk-Maxwell-Preis für Plasmaphysik. Er erhielt auch einen Alexander von Humboldt Senior US Research Scientist Award. 1986 wurde er Fellow der American Physical Society.